# U 566
U 566 war ein deutsches Unterseeboot des Typs VII C. Diese U-Bootklasse wurde auch „Atlantikboot“ genannt. Es wurde durch die Kriegsmarine während des U-Boot-Krieges im Nordmeer und im Atlantik eingesetzt und versenkte bei seinen 12 Feindfahrten 7 Schiffe, darunter ein Kriegsschiff. Nach schwerer Beschädigung durch einen Luftangriff vor der spanischen Küste bei Vigo wurde das U-Boot am 24. Oktober 1943 selbstversenkt, wobei alle Besatzungsmitglieder von einem spanischen Fischkutter gerettet wurden und später ihren Kriegsdienst auf U 1007 ableisteten.

## Technische Daten
Die Hamburger Werft Blohm & Voss wurde erst nach Kriegsbeginn mit dem Bau von U-Booten beauftragt. U 566 gehörte zum dritten Bauauftrag, der im Herbst 1939 an diese Werft erging. Ein U-Boot des Typs VII C hatte eine Länge von 67 m und eine Verdrängung von 865 m³ unter Wasser. Es wurde über Wasser von zwei Dieselmotoren angetrieben, die eine Geschwindigkeit von 17 kn gewährleisteten. Unter Wasser erbrachten zwei Elektromotoren eine Geschwindigkeit von 7,6 kn. Die Bewaffnung bestand bis 1944 aus einer 8,8-cm-Kanone und einer 2-cm-Flak an Deck, sowie vier Bugtorpedorohren und einem Hecktorpedorohr. Am Turm trug U 566 vorne zunächst das Wappen seiner Patenstadt Lindau, das später aus Gründen der Geheimhaltung wieder entfernt wurde. Seitlich wurde jeweils ein Eisbär aufgemalt, nachdem U 566 als erstes deutsches U-Boot im Nordmeer eingesetzt worden war. Unter Kommandant Remus wurde auf Befehl von Karl Dönitz eine die mythischen Zwillinge Romulus und Remus säugende Wölfin zum Abzeichen des Bootes – wie viele der U-Bootembleme jener Zeit eine Anspielung auf den Namen des Kommandanten.

## Einsatz und Geschichte
Seine ersten Unternehmungen, die es ins Nordmeer und bis zur Halbinsel Kola führten, absolvierte U 566 von Kirkenes und Trondheim aus. Im Winter 1941 verlegte das Boot zunächst nach Lorient, dann nach Brest. Von hier aus lief U 566 zu sechs weiteren Unternehmungen aus, während derer acht Schiffe versenkt wurden.
- 15. Februar 1942 griechischer Dampfer Meropi mit 4181 BRT versenkt (Lage)
- 1. Juni 1942 britischer Dampfer Westmooreland mit 8967 BRT versenkt (Lage)

### Blücher
Mitte August 1942 meldete Kommandant Feller von U 653 einen Geleitzug, der auf dem Weg von Sierra Leone nach Großbritannien war. Den Maßgaben der Rudeltaktik entsprechend, folgte U 653 diesem Konvoi – SL 118 – und versuchte, durch Absetzen von Peilzeichen, andere U-Boote an den Geleitzug heranzuführen. U 566 stand ganz in der Nähe, und sobald es zu SL 118 aufgeschlossen hatte, torpedierte Kommandant Remus, der sich wegen Tageslicht entgegen der Grundsätze der Rudeltaktik zu einem Unterwasserangriff entschieden hatte, einen norwegischen Frachter.
- 17. August 1942 norwegischer Frachter Triton mit 6607 BRT versenkt (Lage)

Die deutschen U-Boote der Gruppe „Blücher“ folgten diesem Konvoi drei Tage lang, bis die einsetzende Luftüberwachung der Royal Air Force die weitere Verfolgung unmöglich machte. Am 25. August meldete das weiter südlich patrouillierende U 214 einen weiteren Geleitzug, den die U-Bootführung zutreffend als SL 119 identifizierte. U566 hatte inzwischen Treibstoff von U 653 übernommen, dessen Unternehmung wegen Beschädigung abgebrochen worden war und konnte sich demzufolge am Angriff auf den neu entdeckten Geleitzug beteiligen. Kommandant Remus ließ erneut einen Unterwasserangriff bei Tage fahren und versenkte dadurch zwei Schiffe.
- 28. August 1942 niederländischer Dampfer Zuiderkerk mit 8424 BRT und britischer Dampfer City of Cardiff mit 5661 BRT versenkt (Lage)

Eines der Geleitschiffe von SL 119 rammte U 566 und beschädigte das Boot so schwer, dass Kommandant Remus die Unternehmung abbrechen und nach Frankreich zurückkehren musste. Aufgrund der gravierenden Schäden blieb U 566 bis zum Oktober in der Werft.

### Schwer beschädigt
Im Herbst 1942 machte das frisch überholte U 566 seine letzte Unternehmung unter dem Kommando von Gerhard Remus. Das Boot patrouillierte vor Irland und Gibraltar und versenkte ein Schiff.
- 7. November 1942 britischer Dampfer Glenlea mit 4252 BRT versenkt (Lage)

Am 17. November riss der Angriff einer Lockheed Hudson ein nicht zu dichtendes Leck in einen der Öltanks, so dass U 566 eine Ölspur zurückließ und Kommandant Remus die Unternehmung abbrechen musste. Am 25. Januar 1943 übergab er das Kommando an Oberleutnant zur See Hans Hornkohl und wurde Leiter der Schießausbildung bei der 24. U-Flottille. Kommandant Hornkohl lief am 6. Februar zu seiner ersten Feindfahrt mit diesem Boot aus, konnte aber keine Erfolge erzielen. Die zweite Unternehmung unter dem neuen Kommandanten, zu der das Boot im April 1942 von Brest auslief, dauerte nur wenige Tage, da U 566 noch in der Biskaya von einem Flugzeug entdeckt und mit Wasserbomben so stark beschädigt wurde, dass es unter dem Geleitschutz einiger Ju 88 zum Stützpunkt zurückgebracht werden musste. Das Boot konnte erst im Juni wieder auslaufen. Als Operationsgebiet war diesmal die Küste Nordamerikas vorgesehen.

### Minen vor Amerika

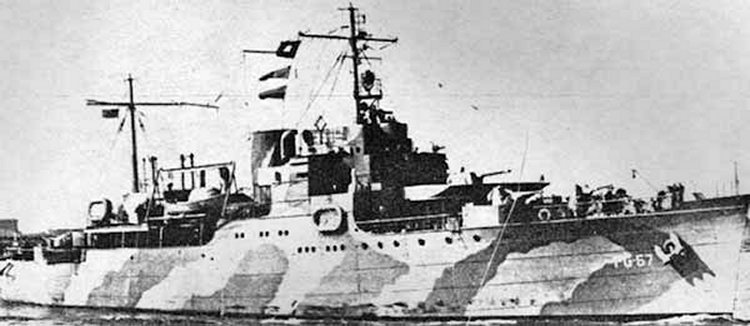
USS Plymouth

Im Sommer 1943 absolvierte U 566 eine Minenunternehmung vor der Ostküste der USA, bei der gemeinsam mit U 230 die Gewässer vor Norfolk, Hampton Roads und die Zufahrt zur Chesapeake Bay vermint wurden. Anfang August torpedierte Kommandant Hornkohl ein Schiff, das eine bewegte Geschichte hatte. Es war im Jahre 1931 als Luxusyacht bei der Friedrich-Krupp-Germaniawerft für die Familie Vanderbilt gebaut und von diesen im Jahre 1941 der Navy übereignet worden. Aus der Yacht Alva wurde ein Kanonenboot, das nun wiederum zwei Jahre später einem deutschen U-Boot zum Opfer fiel, wobei 92 Mann der 183-köpfigen Besatzung gerettet werden konnten.
- 5. August 1943 US-amerikanisches Kanonenboot USS Plymouth mit 2265 t versenkt (Lage)

## Versenkung
Eine Vickers Wellington beschädigte U 566 am 24. Oktober 1943 südwestlich von Porto de Leixões. Kommandant Hans Hornkohl steuerte sein Boot in seichtes Wasser und ließ es versenken (Lage). Er und seine gesamte Besatzung, mit ihm 49 Mann, wurden vom spanischen Fischkutter Fina gerettet und einige Tage in Vigo interniert, bevor sie am 31. Oktober 1943 mit dem Zug nach Brest zurückgeschickt wurden.

## Spätere Einsätze der ehemaligen Besatzung von U 566
Die komplette Besatzung übernahm später in Hamburg das neu gebaute U 1007, mit dem sie ab Juni 1944 unter Hornkohls Kommando auf erfolglose Feindfahrt ging. Durch einen alliierten Luftangriff in den letzten Kriegstagen, bei dem zwei Besatzungsmitglieder getötet wurden, ging U 1007, nun unter dem Kommando von Ernst von Witzendorff, am 2. Mai 1945 am Ufer der Trave auf Grund und wurde von den 47 Überlebenden verlassen.